# Shapes of Love / Never Stop!
Singles de Every Little Thing
Deatta Koro no Yō ni
(1997) Face the Change
(1998)
Shapes of Love / Never Stop!, parfois appelé simplement Shapes of Love, est le sixième single d'Every Little Thing, sorti en 1997.

## Genèse
Le single, composé et produit par Mitsuru Igarashi, sort le 22 octobre 1997 au Japon sur le label Avex Trax, au format mini-CD single de 8 cm de diamètre (alors la norme pour les singles dans ce pays), deux mois et demi seulement après le précédent single du groupe, Deatta Koro no Yō ni. Il atteint la 3e place du classement des ventes de l'Oricon, et reste classé pendant 17 semaines. Il demeure le sixième single le plus vendu du groupe.
Il est souvent présenté comme un single "double face A" contenant deux chansons principales et leurs versions instrumentales. La première chanson Shapes of Love, écrite par Mitsuru Igarashi, est utilisée comme générique du drama télévisé Kenshûi Nanako. Elle figurera sur le deuxième album du groupe, Time to Destination qui sortira six mois plus tard, puis sur sa première compilation Every Best Single +3 de 1999. Elle sera remixée sur les albums de remix The Remixes de 1998 (dans deux versions), Euro Every Little Thing de 2001, et ELT Trance de 2002...
La deuxième chanson Never Stop!, écrite par la chanteuse Kaori Mochida, figurait déjà sur le premier album Everlasting sorti six mois auparavant, mais a été réarrangée pour le single ; cette nouvelle version, parfois sous-titrée "27 Hours Version", a servi de générique à l'émission 27jikan Challenge Television de TV Asahi.

## Liste des titres
La musique est composée et arrangée par Mitsuru Igarashi.
| CD    | CD                                                 | CD               | CD    | CD | CD | CD | CD | CD | CD |
| No    | Titre                                              | Paroles          | Durée |    |    |    |    |    |    |
| ----- | -------------------------------------------------- | ---------------- | ----- | -- | -- | -- | -- | -- | -- |
| 1.    | Shapes of Love (Shapes Of Love)                    | Mitsuru Igarashi | 4:57  |    |    |    |    |    |    |
| 2.    | Never Stop!                                        | Kaori Mochida    | 4:24  |    |    |    |    |    |    |
| 3.    | Shapes of Love (Instrumental) (Shapes Of Love ...) |                  | 4:57  |    |    |    |    |    |    |
| 4.    | Never Stop! (Instrumental)                         |                  | 4:07  |    |    |    |    |    |    |
| 18:25 |                                                    |                  |       |    |    |    |    |    |    |